# Marca gol
Marca Gol fue un programa deportivo semanal sobre la jornada de la Liga Española de Fútbol y que emitió la cadena deportiva de televisión Marca TV, desde septiembre de 2010 y hasta julio de 2013 los sábados de 18.00 a 22.00 horas y los domingos de 16.00 a 23.00 horas. Fue presentado por Juan Antonio Villanueva, Álvaro de la Lama y Rebeca Haro. Conectan con todos los estadios para acercar al espectador en tiempo real y sin un solo segundo de demora a la ardiente actualidad de la jornada liguera.
El espacio incluye conexiones en directo con los partidos que se están jugando, a modo de carrusel radiofónico. Desde su central de datos, un equipo de periodistas cuentan al instante todas la incidencias que ocurren en los partidos en juego de cada jornada en la Liga BBVA y en la Liga Adelante.
Además tiene secciones sobre la actualidad futbolística e históricas y amplios resúmenes de los partidos de fútbol de cada jornada de la Liga Española y de las ligas internacionales.
Marca Gol también muestra un partido de la Liga Adelante.
El grafismo y las animaciones de personajes son proporcionadas por Mediatem, del grupo MediaPro. Los gráficos de información y la operatividad del sistema a tiempo real son proporcionados por la empresa wTVision.
- Datos: Q5995425